# Piaf (cratère)
Pour les articles homonymes, voir Piaf.
Piaf est un cratère d'impact présent sur la surface de Vénus. 
Le cratère a ainsi été nommé par l'Union astronomique internationale en 1991 en hommage à la chanteuse, parolière et compositrice française Édith Piaf.  
Son diamètre est de 39,1 km. Il se situe dans la région du quadrangle de Sappho Patera (quadrangle V-20). 